# Weinmann (Fahrradkomponenten)

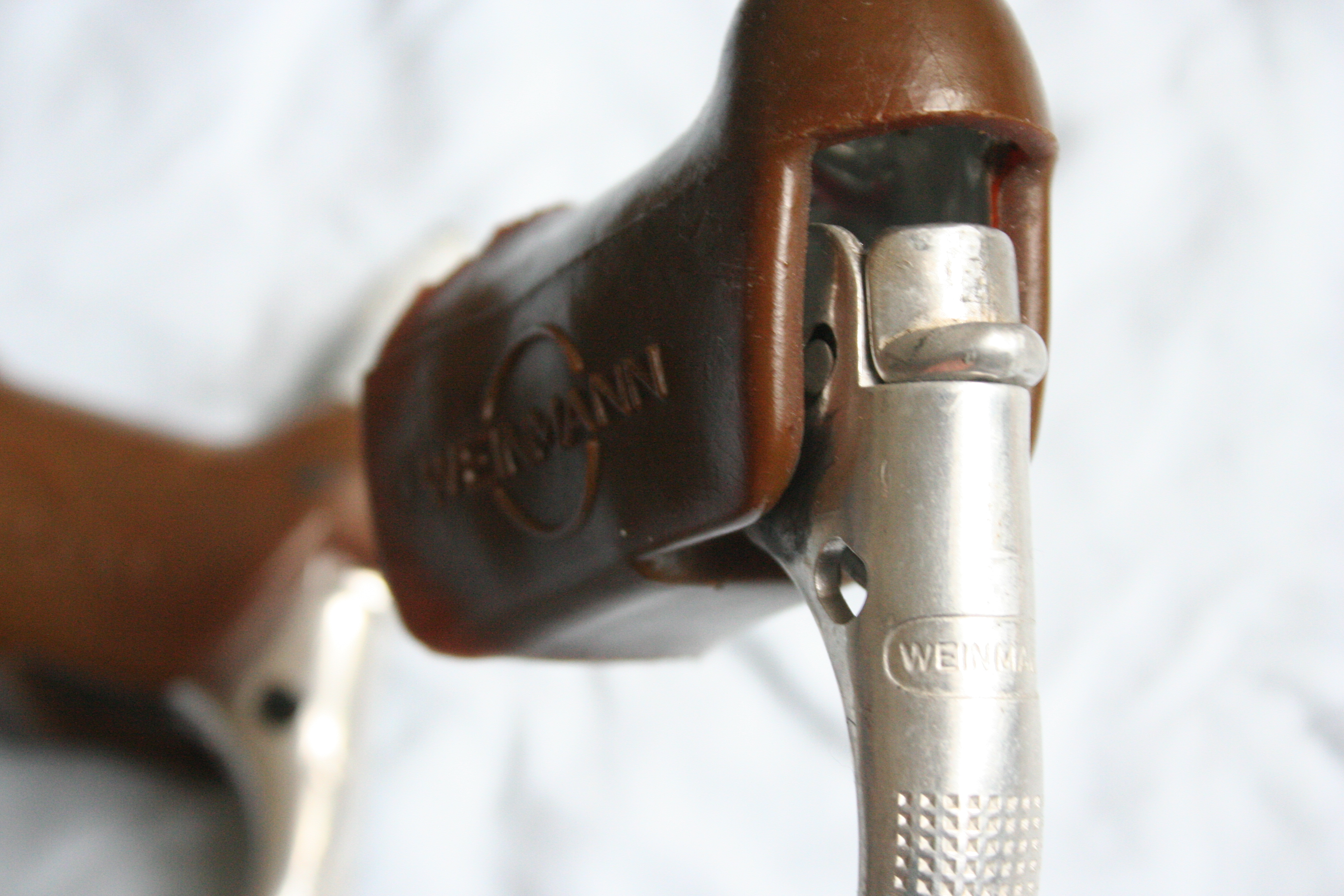
Rennrad-Bremshebel von Weinmann (um 1980)

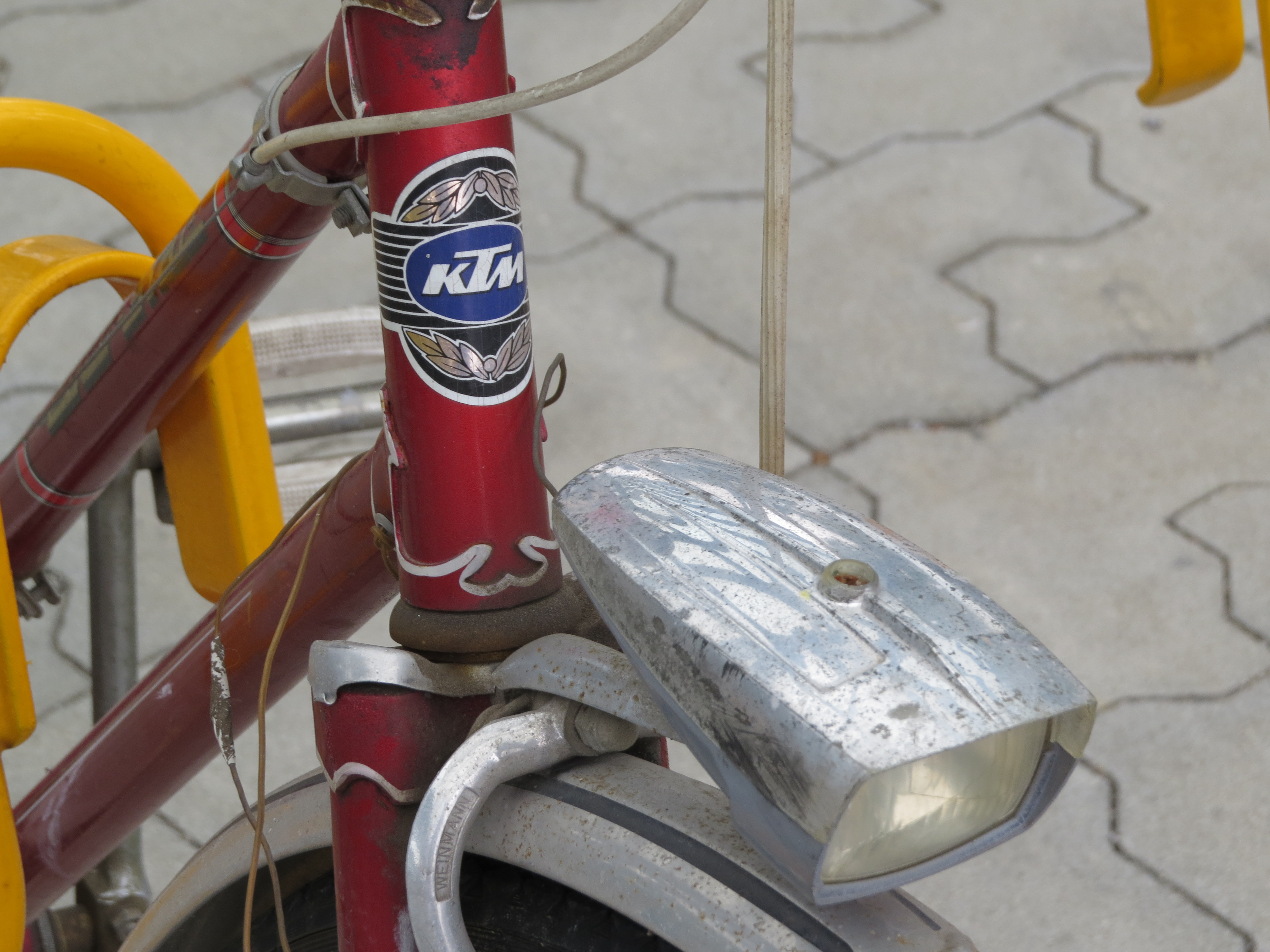
Bremszange auf einem Fahrrad von KTM

Weinmann war ein Hersteller von Fahrradbremsen und anderen Fahrradkomponenten in Schaffhausen in der Schweiz. 

## Geschichte
Gegründet wurde die Firma 1933 im an der Deutsch-Schweizer Grenze gelegenen Schaffhausen von Karl und Otto Weinmann. Der erste Registereintrag in Schaffhausen datiert bereits auf das Jahr 1927; die Firma entwickelte sich aus dem 1920 vom Vater Karl Weinmann in Singen gegründeten Fahrrad- und Motorradgeschäft. Nach und nach erlangte Weinmann Bekanntheit bei den Herstellern leichter Räder. Am 1. April 1944 erlitten die Produktionsstätten bei Bombenangriffen im Zuge des Zweiten Weltkrieges schwere Beschädigungen, doch schon 1945 eröffnete eine neue Fabrik. Weinmann fokussierte seine Entwicklungen zunächst auf Fahrradbremsen, später auch auf Fahrradfelgen. 1961 wurde die Firma zur Aktiengesellschaft umgewandelt. In den 1960ern wurden die Weinmann-Felgen sehr bekannt, ebenfalls in den 1960er Jahren startete Weinmann mit der Lieferung von Bremsteilen an Dia-Compe. In den 1970er und 1980er Jahren ging aus dieser Kooperation das Weinmann-Topmodell „Carrera“ hervor. 
1973 hatte die Firma mehr als 700 Mitarbeiter und Niederlassungen (Weinmann & Co. KG) in Singen, (Deutschland) und Schoten, (Belgien). 1983 arbeiteten rund 800 Mitarbeiter bei Weinmann, die über 8 Millionen Fahrradbremsen jährlich produzierten; Weinmann war zu dieser Zeit der weltgrößte Hersteller von Fahrradbremsen. Das Schweizer Werk wurde 1991 geschlossen, die Niederlassungen in Deutschland und Belgien existieren heute nicht mehr.
1997 wurde der Unternehmenszweck der Weinmann AG auf die Vornahme von Immobiliengeschäften aller Art, insbesondere Kauf, Verkauf, Verwaltung und Verwertung von Liegenschaften geändert; 2002 wurde die Gesellschaft endgültig gelöscht.

## Bremsentechnik
1975 brachte Weinmann seine „Carrera“, eine der damals modernsten Rennradbremsen, auf den Markt. 1984 brachte die Firma eine Cantilever-Bremse für die populär werdenden Mountainbikes sowie die HP-Turbo-Bremse auf den Markt, eine einzigartige Mittelzugbremse, bei der die Bremsklötze mittels Schneckengang an die Felge gedrückt wurden.